# Neuenahrer Hof

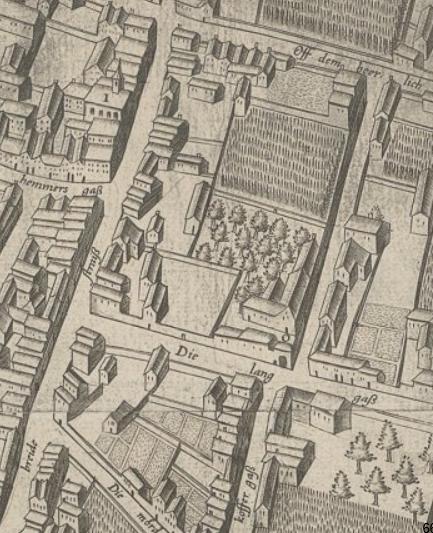
Arnold Mercator: Kölner Stadtansicht von 1570, Neuenahrer Hof auf dem Berlich mit zugekauften Wohnungen und Haus zum Bongart (S ↔ N)

Der Hof zur bunten Feder, Schönforster Hof oder Neuenahrer Hof war ein Adelshof der Familien Medmann, Schönforst und Neuenahr in Köln, der in den 1640er Jahren niedergelegt wurde. Ein Treppenturm und ein eingemauerter Grinkopf der Hofanlage sind im Kloster St. Maria in der Kupfergasse erhalten.

## Geschichte
Der Hof lag auf dem Berlich im Schreinsbezirk von St. Kolumba an der Ecke Langgasse (heute: Neven-DuMont-Straße) / Schwalbengasse vor dem Beginn der Kupfergasse. Die Schwalbengasse wurde auch Goldgass oder Der kleine Berlich genannt. Der Besitz grenzte im Süden an den St. Annen-Konvent zum Lämmchen und im Südwesten an das Haus Zum Bongart oder St. Cornelishof der Reichsabtei Kornelimünster, die beide an der Breite Straße lagen. Westlich von der Hofstelle lag eine landwirtschaftlich genutzte Fläche und dahinter an der Ecke Schwalbengasse / Auf dem Berlich gegenüber dem Klarissenkloster Sankt Clara eines der öffentlichen „Frauenhäuser“ (Badstube, gemein Haus) der Stadt.

### Hof zur bunten Feder
Das Anwesen hieß ursprünglich „Hof zur bunten Feder“; dieser Name wird rückblickend erwähnt (1361, 1431, 1582). Als einer der ersten Besitzer des Hauses van der bonten vederen wird „Heinrich de varia penna (= von der bunten Feder)“ genannt. In der ersten Hälfte des 14. Jahrhunderts besaß Johann de Medemen (= Mettmann) den Hof. Das Haus Medmann („dom[us] Medeme“) lag 1313 an der Schwalbengasse gegenüber dem Haus Schauenberg („ex opp[osito] Scouwenberg“), das auch domus Copere („Kupferhaus“) genannt wurde.

### Herren von Schönforst und Herren von der Dyck
1347 ging der Besitz von Johann de Medemen an Reinhard I. von Schönforst-Schönau („Rein. de Schoinhoven“) († 1376) über. 1361 erweiterte Reinhard I. seinen Besitz durch die Erbpacht einer benachbarten mansio (Behausung) gegenüber Vrouwendayle, die dem Johanniterkonvent St. Johann und Cordula gehörte. Als Hof des Herrn von Schönforst auf dem Berlich wird das Anwesen urkundlich 1369 und 1387 erwähnt.
1400 gehörte der Schönforster Hof Katharina von der Dyck († 1443), einer Enkelin des Reinhard I. von Schönforst, die mit dem Kölner Erbvogt Gerhard IV. von Heppendorf-Alpen († 1401) verheiratet war. Sie war eine Tochter von Konrad V. von der Dyck († 1368/69) und (verlobt 1355; ⚭ 1364) Adelheid von Schönau-Schönforst († nach 1396). Katharina von der Dyck überschrieb schon 1435 einen Teil ihres Besitzes an den Kölner Erbvogt Gumprecht (II.) IV. von Neuenahr (* um 1400; † 1484) und seine Frau Margarethe von Limburg († um 1459). Ihre Halbschwester Richardis von Dyck († um 1380) war die Urgroßmutter der Margarethe von Limburg und ihr Schwager Johann III. von Neuenahr-Rösberg, verheiratet mit Alveradis von Alpen, der Großvater von Gumprecht (II.) IV. von Neuenahr gewesen. 1441 führte Gumprecht (II.) IV. von Neuenahr als königlicher Rat und Kammerrichter in seiner Kölner Wohnung by dem Berlach eine Vernehmung durch.

### Grafen von Neuenahr-Alpen-Rösberg
Einige Jahre nach dem Tod der Katharina von der Dyck ließ Gumprechts (II.) IV. 1450 den Schönforster Hof aufgrund von nicht erfüllten Forderungen gegen sie bzw. gegen ihre Erben durch seinen Kaplan und Beauftragten Lambert Cloet gänzlich in Besitz nehmen. Ein Protest von Konrad II. von Schönforst († 1453/58) und seiner Schwester Mechtild († nach 1450) gegen den Übergang des Eigentums wurde durch ein Urteil des Kölner Schöffengerichtes abgewiesen. 1462 fanden in Gumprechts (II.) IV. Haus auf dem Berlich Verkaufsverhandlungen über den Linneper Hof zwischen den Familien Sayn-Wittgenstein und Neuenahr-Alpen statt.
1481 pachtete Erbvogt Gumprechts (II.) IV. von Neuenahr ein steinernes Haus des Hospitals Ipperwald auf der Schwalbengasse neben dem Hof Schönforst an. Er starb im Neuenahrer Hof, der in seinen testamentarischen Bestimmungen 1484 als sein „Haus zu Köln“ erwähnt wird.

### Grafen von Neuenahr-Bedburg-Rösberg

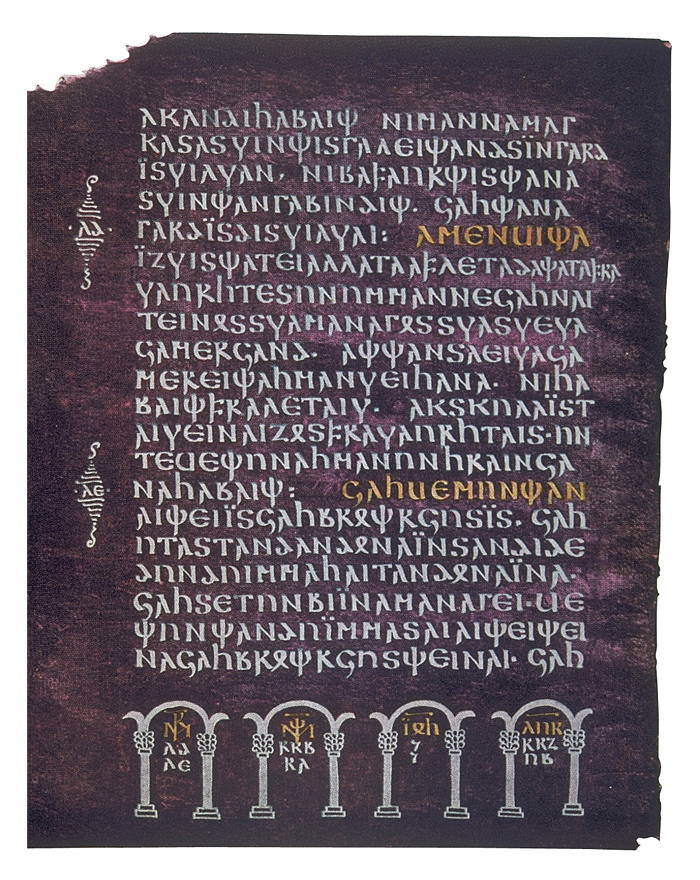
Seite aus dem Codex Argenteus

Bei der Erb- und Güterteilung mit seinem Bruder Friedrich von Neuenahr-Alpen noch zu Lebzeiten ihres Vaters Gumprecht (II.) IV. fiel die Curia Schoneforst (= Hof Schönforst) um 1461 an Wilhelm I. von Neuenahr-Bedburg-Rösberg (* um 1447; † 1497). Seine Kinder Wilhelm II., Anna (spätere Gräfin von Brederode) und Hermann von Neuenahr der Ältere wuchsen hier auf.
Einige Häuser an der Schwalbengasse wurden 1487 in den Neuenahrer Hof einbezogen, der jetzt als „Nuwenar ex. dom. Medeme opp. Scouwenberg“ bezeichnet wurde. 1493 wurde das angepachtete Haus des Hospitals Ipperwald auf der Schwalbengasse gegenüber dem Hof zur Arcken (= zur Arche oder zum Wehr) mit vier Wohnungen unter zwei Dächern von Wilhelm I. von Neuenahr zu drei Vierteln und 1494 schließlich ganz angekauft. Heute befinden sich an der Stelle dieser Wohnungen das Pfarrgebäude und ein Teil des Altenwohnheims Seniorenhaus St. Maria in der Schwalbengasse 1 und 3. Von hier aus führte ein Durchgang, der im 15./16. Jahrhundert dem Erbvogt vorbehalten blieb, auf die Breite Straße. Durch die Zukäufe im 15. Jahrhundert lag der Neuenahrer Hof nicht mehr nur an der Langgasse, sondern erstreckte sich auch entlang der gesamten Südseite der Schwalbengasse, wie sich aus Steuerlisten von 1487 und 1583 ergibt.
1505 erhielt Walburga von Manderscheid (* 1468; † 1530/35), die Witwe Wilhelms II., den Neuenahrschen Hof zu Köln auf Lebenszeit als Witwensitz zugesprochen. Sie verbrachte ihre letzten Lebensjahre jedoch in Haus IJsselstein in ’s-Hertogenbosch. Auch für Gräfin Anna zu Wied und Moers (* um 1500; † 1528) wurde 1518 bei ihrer Heirat mit Wilhelm II. von Neuenahr der Kölner Hof als späteres Wittum bestimmt. Ihr Schwager Hermann von Neuenahr d. Ä. verzichtete aus diesem Anlass förmlich unter Beidrückung seines Siegels auf alle Rechte an dem Hof.
Wilhelm II. von Neuenahr und seine Frau Gräfin Anna zu Wied und Moers kauften 1528 vom Abt Heinrich III. von Binsfeld († 1531) die angrenzende Hofstatt zum Bongart (auch St. Cornelishof genannt) der Reichsabtei Kornelimünster auf der Kölner Breite Straße (late platea). Das Haus war 1349 von Abt Rikald (Richald) von den Erben des verstorbenen Orgelmeisters (magister organista) Rutger für die Abtei erworben worden. Wilhelm II. von Neuenahr nahm 1542 oder eher 1543 seine Nichte Yolande van Brederode (1525–1552) bei sich auf, als sie und ihr Mann Jacques de Bourgogne (um 1520–1556), Seigneur de Falais et de Bredam, als verfolgte Protestanten in das Exil nach Köln zogen. Wahrscheinlich lebte 1545 auch der flämische Theologe Jan van Utenhove († 1566) einige Monate im Neuenahrer Hof.
Hermann von Neuenahr der Jüngere (1520–1578) ließ im Neuenahrer Hof seit 1549 die niederländischen Humanisten Georg Cassander (1513–1566) und Cornelis Wouters (Cornelius Gualterus) (1512–1582/84) wohnen. Dort entdeckten sie Anfang der 1550er Jahre den gotischen Charakter des Codex Argenteus, der offenbar aus der Abtei Werden in die Bibliothek von Graf Hermann gelangt war. Dies kann aus Berichten von Philips van Marnix (1540–1598) und Theodor Pütz (Phraraeus) († nach 1609) geschlossen werden, die Hermanns von Neuenahr d. J. Haus in Köln besuchten. Auch der niederländische Humanist Gerhard Falkenburg († 1578) verbrachte seine letzten Lebensjahre als Gast Graf Hermanns im Neuenahrer Hof.
Karl von Neuenahr († 1578/79), wahrscheinlich ein natürlicher Sohn Wilhelms II. von Neuenahr, war 1569 zusammen mit dem Kaufmann Johann Mohr I. (d. Ä.) († 1581) in die Freilassung des 1568 auf dem Feldzug Wilhelms I. von Oranien gefangengenommenen Abtes von Sint-Truiden gegen ein Lösegeld von 15.000 Carolusgulden verwickelt. Die Lösegeldzahlung wurde teilweise „in des von Neuenars Hoffe“ in Köln abgewickelt. 1569 wurde „Carolus Neuwenarius“ in diesem Hof von Theodor Pütz angetroffen: Vermutlich war Karl von Neuenahr dessen Verwalter.
Adolf von Neuenahr († 1589), der Hermann von Neuenahr d. J. 1578 beerbte, war auf dem Berlich an vier Wohnungen unter zwei Dächern gegenüber dem Hof zur Arken, an das Haus zum Bongart auf der Ehrenstraße (Breite Straße) und an den Hof Schönforst, früher zur bunten Feder genannt, angeschreint. In der Steuerliste von 1583 wurde der Neuenahrer Hof zur Langgasse gerechnet. 1589 war „Verwahrer“ (Verwalter) des Newenarischen Hofes der Schultheiß Hieronimus von Newenar, ihm folgte Monsieur Fabien le Rebours (Fabian Reburss).

### Grafen von Bentheim-Tecklenburg
Der Neuenahrsche Hof in Köln gehörte zum Nachlass der Gräfin Anna Walburga von Neuenahr (1522–1600); sein Besitz war in der Folgezeit umstritten. Ansprüche auf das Kölner Erbe und die Kölner Erbvogtei erhoben insbesondere die Grafen von Bentheim-Tecklenburg.

### Umwandlung in ein Kloster der Unbeschuhten Karmelitinnen

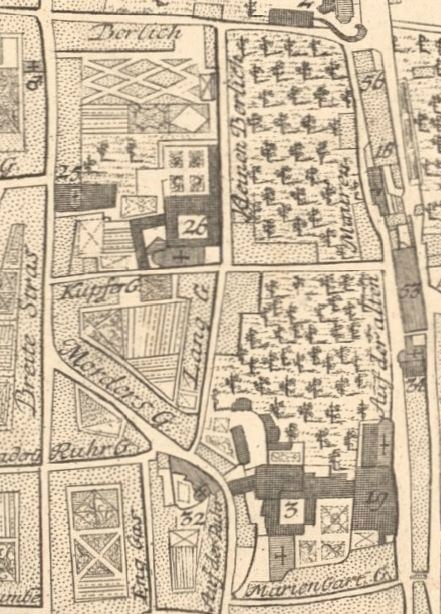
Johann Valentin Reinhardt: Kölner Stadtplan von 1752, Neuenahrer Hof bis Mariengarten (S ↔ N). Legende:
25 - S. Anna in Agnello
(= St. Anna im Lämmchen)
26 - Discalceatessar. S. Theres.
2 - S. Clara
3 - B. M. V. in Horto
♂ - Hospit. S. Johannis
(Die Beschriftungen von Kupfer G. und Lang G. sind vertauscht)

Grundriss der Kirche St. Maria in der Kupfergasse mit einbezogenem älteren Treppenturm (N ↔ S)

Nach der Eroberung von ’s-Hertogenbosch 1629 durch Friedrich Heinrich von Oranien flüchteten von dort um 1630 Unbeschuhte Karmelitinnen (Discalceatessen) über Antwerpen nach Köln, wo ihnen Erzbischof Ferdinand von Bayern zunächst das Haus Virneburg auf dem Domhof überließ. 1637 gründete Theresa a Jesus (Condesa Violante de Croÿ-Solré) (1593–1658), die sich bis 1641 in Köln aufhielt, einen Karmel an der Ecke der Steinstraße/Schnurgasse, in dem die Schwestern bis 1649 wohnten.
1640 erhielt das Kloster Grevenbroich die gerichtliche Erlaubnis zur Zwangsversteigerung des Neuenahrschen Hofs an der Langgasse wegen Schulden der Besitzer, der Grafen von Bentheim-Tecklenburg-Rheda. Domherr Georg von Eyschen (1592–1664) kaufte den Karmelitinnen für 2000 Reichsthaler den „Neuenahrer Hof“ an der Kupfergasse (Ecke Langgasse). Priorin Anna de Jesu (Alyd oder Cornelia van der Duyn) ließ die Hofanlage niederreißen und zu einem Kloster umbauen.
Unter der Priorin Norbertina Theresa de Jesu (Margaretha von Binsfeld) († 1668) bezog ein Teil der Nonnen 1648 mit Unterstützung von Erzherzog Leopold Wilhelm von Österreich, Statthalter der Niederlande, dauerhaft die neue Hauptniederlassung im „Newenarischen Hof“ in der Verlängerung der Kupfergasse.
Als 1715 die Kirche St. Maria in der Kupfergasse erbaut wurde, blieb ein älterer Treppenturm, der ehemals zum Neuenahrer Hof gehört hatte, erhalten. Ein Kamin in Renaissancestil mit der Jahreszahl 1579, der sich in der Sakristei befand, wurde im Zweiten Weltkrieg zerstört.

## Weiterer Besitz der Grafen von Neuenahr in Köln

### Haus in der Glockengasse
Am Nordostende der Glockengasse im Schreinsbezirk von St. Kolumba wird 1286, 1348 und 1380 ein Haus der „Nuwenaare“ erwähnt.

### Reifferscheider oder Linneper Hof auf dem Domhof
Der Reifferscheider Hof oder Linneper Hof (ungenau auch: Lenneper Hof) auf dem Domhof war ursprünglich ein Erbklosterhof des Kölner Domklosters. Er diente im 15./16. Jahrhundert verschiedenen Domherren aus der Familie Neuenahr als Wohnsitz.
1528 verzichtete Gumprecht (II., IV.) VI. von Neuenahr-Alpen auf den Linneper Hof zugunsten von Domkeppler Georg von Sayn-Wittgenstein († 1558).

### Erbvogteilicher Hof neben der Hacht
1442 erwarb Erbvogt Gumprecht (II.) IV. von Neuenahr den „Saal“ (palatio; Stadtschloss) auf dem Domhof neben der „Hacht“ (dem Gefängnis). Er diente der Abhaltung von Sitzungen des Erbvogts. Vermutlich ist dieses Gebäude zusammen mit dem gegenüber liegenden Linneper Hof verwaltet worden, als beide der Familie Neuenahr gehörten.
Adolf von Neuenahr ließ als Kölner Erbvogt 1573 sein Wappen an der Hacht anschlagen, es wurde erst 1708 endgültig abgenommen.

### Haus Bumbart
Ab 1555 führte Amöna (Anna) von Dhaun-Oberstein-Falkenstein (* um 1520; † um 1582), Witwe des Grafen Gumprecht II. von Neuenahr-Alpen (* um 1503; † 1555), für ihren unmündigen Sohn Adolf einen Prozess vor dem Reichskammergericht gegen die Erben von Dr. leg. Heinrich Saltzburg (1522–1553) um Haus Bumbart (Bomberg, Bommartzhuysz, Bombartz) am Domhof „im Dael bei der Drachnpfortzen an einer seitten zwischen einem haus Robimgen genent“, weil diese das Anwesen nur in Erbpacht besessen hätten.

### Haus in der Brückenstraße
Dompropst Hermann von Neuenahr d. Ä. wohnte nicht im Neuenahrer Hof oder der alten Dompropstei an der Kreuzung Unter Fettenhennen / Am Hof an der Stelle des heutigen Wallrafplatz, sondern besaß ein großes Haus in der Brückenstraße. 1520 wohnte dort Erasmus von Rotterdam bei einem Besuch in Köln. Auch Georg Spalatin erwähnt dieses Haus Hermanns von Neuenahr d. Ä. anlässlich seines Aufenthalts 1520 in Köln.
Das Neuenahrsche Haus in der Brückenstraße wurde niedergelegt, als 1861–1863 zwischen Brückenstraße und Hohe Straße von Stadtbaumeister Johann Peter Weyer die Königin-Augusta-Passage gebaut wurde.

### Neuenahrer oder Moers'scher Hof auf dem Niederich
Auf dem Niederich nördlich vor der Stadtmauer gehörte der Familie ein Gebäudekomplex in der Johannisstraße 51 (auch St. Johanns-Straße; alte Nummer 2743), der Neuenahrer, Moers'scher Hof oder Großer Hof genannt wurde. Er lag gegenüber dem Hof Altenberg, der früher der Abtei Altenberg gehört hatte.
Um 1560 versammelte sich regelmäßig eine Gruppe von ungefähr 40 taufgesinnten Personen um den Hutmacher und Prediger Heinrich von Kruft im Neuenahrer oder Moersischen Hof. 1561 wurde dem Kölner Rat gemeldet, dass eine „Frau Walburgh“ und ihre Dienstmagd Agnes aus Aachen (Neißgen von Aich) im neuenahr-moers'schen Hof (jn Mowerscher hove) „wiedergetauft“ worden seien; die beiden Frauen wurden verhaftet und aus der Stadt verwiesen. 1566 verkaufte Hermann von Neuenahr d. J. das Haus Heubach in der Johannesstraße im Schreinsbezirk Niederich an den kurfürstlichen Rat Dr. jur. Michael Glaser (* um 1529; † 1592).
Auf dem Garten des Großen Hofes wurde 1844/45 als Verbindung zur Domstraße die Altenberger Straße angelegt, deren Verlauf nach dem Zweiten Weltkrieg abknickend zum Breslauer Platz geführt wurde.

## Stifterfamilie der Kirche St. Maria ad Ortum
Etwa 350 m Luftlinie entfernt vom Neuenahrer Hof an der Ecke Mariengartenstraße / Burgmauer lag die Kirche für das Zisterzienserinnen-Kloster zum Mariengarten, deren Bauunterhaltung von den Grafen von Neuenahr unterstützt wurde. Eine Memorientafel der 1805 niedergelegten Kirche St. Maria ad Ortum, die den Kölner Zweig der Neuenahr als Stifterfamilie nennt, befindet sich heute im Wallraf-Richartz-Museum & Fondation Corboud.
In der Kirche befand sich im linken (nördlichem) Chorraum die Grablege der Grafen von Neuenahr.